# Hérouville-Saint-Clair
Hérouville-Saint-Clair è un comune francese di 22 263 abitanti (dati del 2009) situato nel dipartimento del Calvados nella regione della Normandia.

## Società

### Evoluzione demografica
Abitanti censiti